# Lijst van burgemeesters van Soest
Dit is een lijst van burgemeesters van de Nederlandse gemeente Soest in de provincie Utrecht.
| Ambtsperiode                        | Naam burgemeester                                       | Partij of stroming | Bijzonderheden                                              |
| ----------------------------------- | ------------------------------------------------------- | ------------------ | ----------------------------------------------------------- |
| 1813 - 1849                         | G. Steijn van Hensbroek                                 | -                  | eerst schout                                                |
| 1850 - 1869                         | Pieter Gallenkamp Pels                                  |                    |                                                             |
| 1869 - 1872                         | mr. Pieter Maria de la Court                            |                    |                                                             |
| 1872 - 1881                         | Jhr. Frans Willem Hendrik Pieter Jan Martini van Geffen |                    | werd burgemeester van Sloten (N.H.)                         |
| 1881 - 1914                         | Mr. C.J.W. Loten van Doelen Grothe                      |                    |                                                             |
| 1914 - 1923                         | mr. dr. Noud (J.A.A.H.) de Beaufort                     |                    |                                                             |
| 1923 - 1925                         | Jhr. Pieter Paul (P.P.) de Beaufort                     |                    |                                                             |
| 1926 - 1937                         | Mr. Govert (G.) Deketh                                  | CHU                |                                                             |
| 1937 - 1939                         | Mr. Willem (W.A.J.) Visser                              | CHU                |                                                             |
| 1939 - 1944                         | Mr. Loek (A.L.) des Tombe                               | CHU                |                                                             |
| 1944 - 1945                         | A.E. van Goor den Oosterlingh                           | NSB                | waarnemend                                                  |
| 1945 - 1946                         | Mr. Loek (A.L.) des Tombe                               | CHU                |                                                             |
| 1946 - 1972                         | Mr. Sam (S.P.) baron Bentinck                           |                    |                                                             |
| 1972 - 1980                         | Mr. Joke (J.M.) Corver-van Haaften                      | VVD                | was burgemeester van Heiloo en lid van de Tweede Kamer.     |
| 1980 - 1989                         | Mr. Paul (P.) Scholten                                  | VVD                | was burgemeester van Delfzijl, werd burgemeester van Arnhem |
| 1989 - 1989                         | Jan (J.) Bos                                            | CDA                | waarnemend                                                  |
| 1989 – 1 februari 2000              | Hans (J.) de Widt                                       | VVD                | eerder burgemeester van Bennebroek en Best                  |
| 16 maart 2000 – 1 februari 2006     | Drs. Koos (J.J.L.M.) Janssen                            | CDA                |                                                             |
| 1 februari 2006 – 1 september 2006  | Mr. Peter (P.J.J.M.) Mangelmans                         | VVD                | waarnemend                                                  |
| 1 september 2006 – 1 september 2012 | Mr. Arie (A.) Noordergraaf                              | SGP                |                                                             |
| 1 september 2012 – 28 november 2013 | Ger (G.) Mik                                            | PvdA               | waarnemend                                                  |
| 28 november 2013 – heden            | Rob (R.T.) Metz                                         | VVD                | [ 1 ]                                                       |